# Wither (EP)
Wither – singel oraz EP amerykańskiego progresywno-metalowego zespołu Dream Theater wydany 15 września 2009 roku przez wytwórnię Roadrunner.
EP zawiera wersję „Wither” z albumu Black Clouds & Silver Linings, alternatywną wersje tego utworu wyłącznie z pianinem i wokalem, demo „Wither” z Johnem Petruccim na wokalu oraz demo „The Best of Times”.

## Lista utworów
| Nr | Tytuł utworu                        | Tekst         | Muzyka                                | Długość |
| -- | ----------------------------------- | ------------- | ------------------------------------- | ------- |
| 1. | „Wither”                            | John Petrucci | Petrucci                              | 5:25    |
| 2. | „Wither” (piano version)            | Petrucci      | Petrucci, Jordan Rudess               | 5:08    |
| 3. | „Wither” (JP vocal demo)            | Petrucci      | Petrucci                              | 5:26    |
| 4. | „The Best of Times” (MP vocal demo) | Mike Portnoy  | John Myung, Petrucci, Portnoy, Rudess | 13:05   |
|    |                                     |               |                                       | 29:04   |

## Twórcy
- James LaBrie - wokal
- John Myung - gitara basowa
- John Petrucci - gitara elektryczna, wokal
- Mike Portnoy - perkusja, wokal
- Jordan Rudess - keyboard